# Єнбекшил (Махамбетський район)
Єнбекши́л (каз. Еңбекшіл) — село у складі Махамбетського району Атирауської області Казахстану. Входить до складу Єсбольського сільського округу.
Населення — 250 осіб (2021; 272 у 2009, 427 у 1999, 216 у 1989).